# 蔡兆申
蔡 兆申（ツァイ・ヅァオシェン、1952年2月8日 - ）は、アメリカ合衆国・日本で活躍する台湾・台北市出身の物理学者。

## 経歴
超伝導体のジョセフソン効果の量子コヒーレント状態を用いたデバイス、単一電子素子の研究開発に携わる。その研究は量子コンピュータを実現させる上で鍵となる量子ビット制御の可能性を示した。
NECグリーンイノベーション研究所主席研究員、独立行政法人理化学研究所巨視的量子コヒーレンス研究チーム・チームリーダーを経て、現在は東京理科大学理学部・教授、理化学研究所創発物性科学研究センター超伝導量子シミュレーション研究チーム・チームリーダーを兼務。2000年よりアメリカ物理学会のフェロー。

## 略歴
- 1975年 カリフォルニア大学バークレー校物理学科卒業。
- 1983年 ニューヨーク州立大学ストーニブルック校物理学部博士。
- 1983年 日本電気株式会社入社。マイクロエレクトロニクス研究所勤務。
- 1985年 日本電気株式会社基礎研究所、主任。
- 1996年 日本電気株式会社基礎研究所、主管研究員。
- 1999年 世界初の固体素子量子ビットの制御に成功。
- 2001年 日本電気株式会社基礎研究所、主席研究員。
- 2001年 理化学研究所単量子研究グループ巨視的量子コヒーレンス研究チーム、チームリーダー。
- 2003年 世界初の固体素子2量子ビット系の絡み合いの実現に成功。
- 2003年 理化学研究所フロンティア研究システム巨視的量子コヒーレンス研究チーム、チームリーダー。
- 2007年 日本電気株式会社ナノエレクトロニクス研究所、主席研究員。
- 2008年 理化学研究所基幹研究所巨視的量子コヒーレンス研究チーム、チームリーダー。
- 2012年 理化学研究所基幹研究所単量子操作グループ、グループディレクター。
- 2013年 理化学研究所創発物性科学研究センター巨視的量子コヒーレンス研究チーム、チームリーダー。
- 2014年 理化学研究所創発物性科学研究センター超伝導量子シミュレーション研究チーム、チームリーダー。（現職）
- 2015年 東京理科大学理学部、教授。（現職）

## 主な受賞歴
- 2004年 仁科記念賞
- 2008年 英国物理学会 サイモン記念賞
- 2014年 江崎玲於奈賞
- 2021年 2020年度朝日賞[2][3]
- 2023年 日本学士院賞、C&C賞

## 栄誉
- 2000年 アメリカ物理学会フェロー
- 2010年 応用物理学会フェロー
- 2018年 紫綬褒章受勲[4][5]